# Yook Sung-jae
Dans ce nom coréen, le nom de famille, Yook, précède le nom personnel.
Yook Sung-jae (coréen : 육성재; né le 2 mai 1995) connu sous le nom de Sungjae (coréen : 성재), est un chanteur et acteur sud-coréen. Il est membre du boys band sud-coréen BTOB.

## Carrière
Il a fait une apparition dans "We Got Married" avec Joy de Red Velvet.
Il a également joué le rôle Gong Tae-kwang dans Who are you: School 2015 et l'un des personnages principaux de Goblin tourné en 2016 et 2017.

## Discographie

### Mini-albums (EP)
| Année | Titre        | Détails                                                     | Classement | Ventes       |
| Année | Titre        | Détails                                                     | COR        | Ventes       |
| ----- | ------------ | ----------------------------------------------------------- | ---------- | ------------ |
| 2020  | Yook O'Clock | - Date de sortie : 2 mars 2020 - Label : Cube Entertainment | 3          | COR : 27 992 |

## Filmographie
| Année     | Chaîne     | Titre                                                                    | Role           |
| --------- | ---------- | ------------------------------------------------------------------------ | -------------- |
| 2013      | tvN - Mnet | Monstar (몬스타)                                                         | Cameo          |
| 2013      | MBC        | When A Man Loves A Woman / Man in Love (남자가 사랑할 때)                | Cameo          |
| 2013      |            | The Heirs / The Inheritors (왕관을 쓰려는자, 그무게를 견뎌라 - 상속자들) | Cameo          |
| 2013      | tvN        | Reply 1994 / Answer Me 1994 (응답하라 1994)                              | Seong Jun      |
| 2014      | tvN        | Plus Nine Boys / Age Ending in Nine Boy (아홉수 소년)                    | Kang Min-gu    |
| 2015      | KBS2       | Who Are You - School 2015 (후아유 - 학교 2015)                           | Gong Tae-gwang |
| 2015      | SBS        | The Village: Achiara's Secret (마을-아치아라의 비밀)                     | Baek Wu-jae    |
| 2016-2017 | tvN        | Goblin / Guardian: The Lonely and Great God (쓸쓸하고 찬란하神-도깨비)   | Yoo Deok-hwa   |
| 2020      | JTBC       | Mystic Pop-up Bar (쌍갑포차)                                             | Han Kang-bae   |